# Darceta ophideres
Darceta ophideres är en fjärilsart som beskrevs av Max Wilhelm Karl Draudt 1919. Darceta ophideres ingår i släktet Darceta och familjen nattflyn. Inga underarter finns listade i Catalogue of Life.